# Coney Island

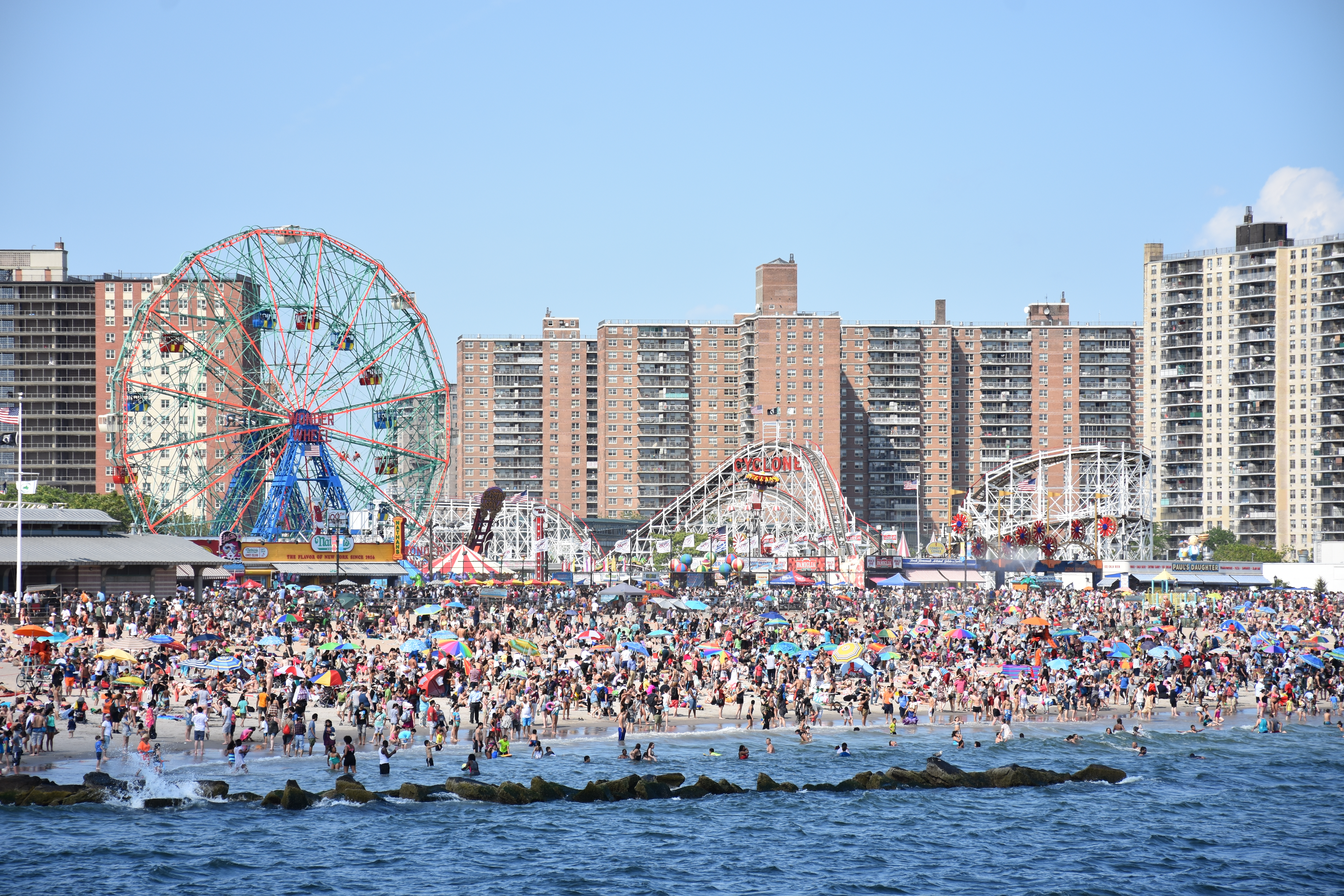

〈Coney Island〉는 미국의 싱어송라이터 테일러 스위프트의 노래로, 미국의 록 밴드 더 내셔널이 피처링을 하였다. 2020년 12월 11일 리퍼블릭 레코드를 통하여 발매한 스위프트의 아홉 번째 정규 음반 《Evermore》의 아홉 번째 트랙이자 세 번째 싱글이다. 2021년 1월 18일 싱글컷이 되었다. 테일러 스위프트와 남자친구인 조 앨윈, 더 내셔널의 멤버인 아론과 브라이스 데스너가 맡았으며, 후자는 프로듀싱도 맡았다.